# Naga Umbang
Naga Umbang is een bestuurslaag in het regentschap Aceh Besar van de provincie Atjeh, Indonesië. Naga Umbang telt 308 inwoners (volkstelling 2010).